# Guram Minaschvili
Guram Minaschvili, en géorgien : გურამ მინაშვილი, né le 25 novembre 1936, à Tbilissi, dans la République socialiste soviétique de Géorgie, et mort le 1er mars 2015 est un joueur soviétique de basket-ball. 

## Palmarès
- Finaliste des Jeux olympiques 1960
- Médaille de bronze au championnat du monde 1963
- Champion d'Europe 1957
- Champion d'Europe 1959
- Champion d'Europe 1963